# バーナード・エヴスリン
バーナード・エヴスリン（Bernard Evslin、1922年4月4日 - 1993年6月4日）は、アメリカの作家。

## 略歴
ニューヨーク州ニューロシェルに生まれる。ラトガース大学に通ったのち、劇作家、脚本家、ドキュメンタリープロデューサーとして活動を開始する。1960年代から物語の執筆に力を入れはじめ、ギリシア神話などを若い読者向けに書き直した本などを数多く出版した。なお、それらの作品は創作も交えたかなり自由な翻案となっている
1961年に「National Education Association Award」を受賞、1986年には著書『Hercules』が「Washington Irving Children’s Book Choice Award」を受賞した。
1993年6月4日、ハワイ州カウアイ島で死去。

## 備考
『ギリシア神話小事典』の「ナウシカ」の項目が、宮崎駿『風の谷のナウシカ』の女主人公の命名のきっかけとなった。

## 日本語訳書
- Heroes, Gods and Monsters of the Greek Myths（1966）
  - 『幻想のオリンポス』 三浦朱門訳、朝日イブニングニュース社、1979.1
  - 『ギリシャ神話 神々と英雄たち』 三浦朱門訳、社会思想社〈現代教養文庫〉、1989.10、ISBN 4390113143
- Gods, Demigods and Demons: An Encyclopedia of Greek Mythology（1975）
  - 『ギリシア神話小事典』 小林稔訳、社会思想社〈現代教養文庫〉、1979.9、ISBN 4390110004
  - 『ギリシア神話物語事典』 小林稔訳、原書房、2005.11、ISBN 4562039590
- The Green Hero: Early Adventures of Finn McCool（1975）
  - 『フィン・マックールの冒険：アイルランド英雄伝説』 喜多元子訳、社会思想社〈現代教養文庫〉、1983.7、全国書誌番号:83048073
- The Adventures of Ulysses（1971）
  - 『オデュッセウス物語』 小林稔訳、社会思想社・現代教養文庫、1984.8、全国書誌番号:85004843
  - 『オデュッセウス物語』 小林稔訳、グーテンベルク21・電子出版、2022
- Heraclea: A Legend of Warrior Women（1978）
  - 『ヘラクレア物語：ギリシャ女戦士伝説』 喜多元子訳、社会思想社〈現代教養文庫〉、1985.4、ISBN 4390111175
- The Trojan War（1971）
  - 『トロイア戦争物語』 喜多元子訳、社会思想社〈現代教養文庫〉、1990.2、ISBN 4390111159
  - 『トロイア戦争物語』 喜多元子訳、グーテンベルク21・電子出版、2022